# Coswig (Sachsen)

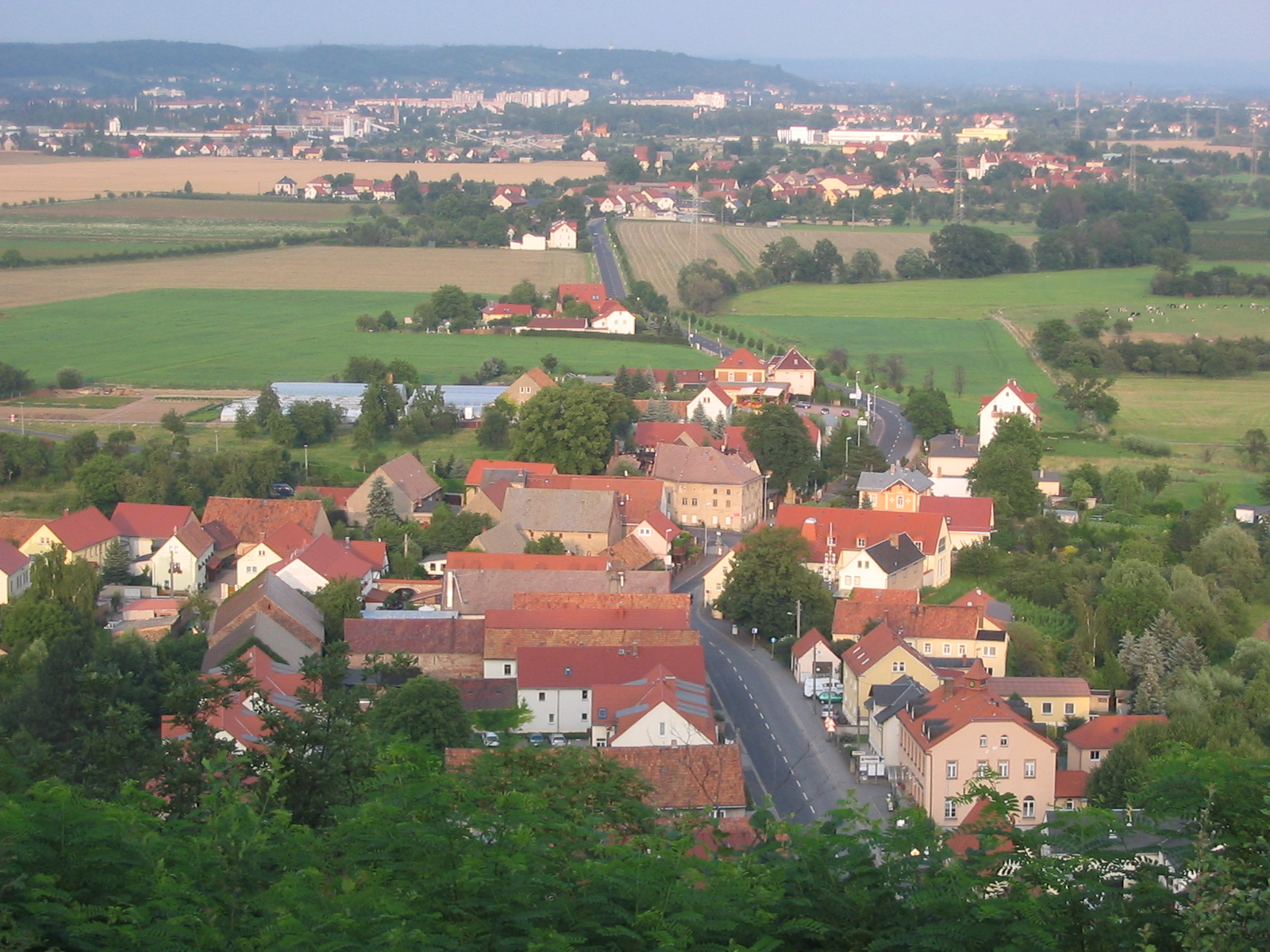
Blick auf Sörnewitz von der deutschen Bosel, im Hintergrund die Stadt Coswig

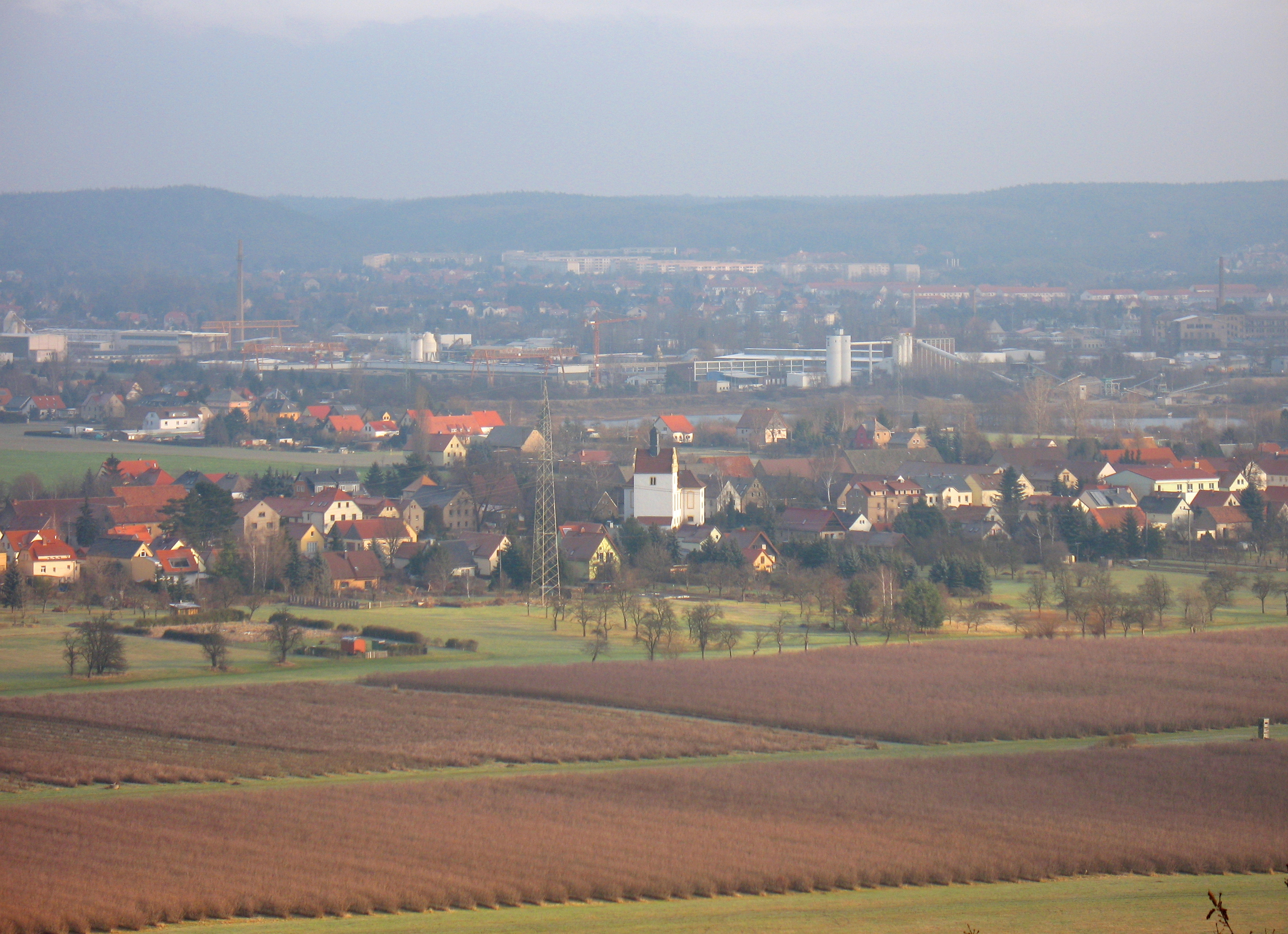
Ansicht von Brockwitz vom gegenüberliegenden Elbufer aus, im Hintergrund das Gewerbegebiet Industriestraße zwischen Brockwitz und dem Coswiger Stadtzentrum

Coswig (auch Coswig bei Dresden) ist eine Große Kreisstadt im sächsischen Landkreis Meißen. Sie liegt an der Elbe, nordwestlich von Dresden und ist mit selbigem über Radebeul nahtlos zusammengewachsen. Der Name wird vom altsorbischen Wort kos – Amsel – abgeleitet, Kosovik bedeutet danach Amselgegend.

## Geographie
Coswig liegt im dicht besiedelten Elbtal zwischen Meißen im Nordwesten und Radebeul bzw. Dresden im Südosten.
Angrenzende Gemeinden im Landkreis Meißen sind Klipphausen, die Stadt Meißen, Moritzburg, die Stadt Radebeul und Weinböhla.
Zu Coswig gehören neben der Kernstadt die Ortsteile Kötitz (an der Elbe gelegen), Neucoswig (im Norden in Richtung Friedewald), Brockwitz (mit Ortsteil Clieben), Sörnewitz und Neusörnewitz (alle westlich von Coswig-Mitte).

## Geschichte
Coswig war ursprünglich ein Kirchdorf, in dem im 15. Jahrhundert Weinbau betrieben wurde. Nach dem Anschluss an die Leipzig-Dresdner Eisenbahn 1839 wuchs der Ort zunehmend, so dass er genau 100 Jahre später zur Stadt erklärt wurde.
Bereits 1013 erfuhr Brockwitz erstmals Erwähnung in einer Übereignungsurkunde König Heinrichs II. an das Domstift Meißen, als „Brochotinacethla“.
Im Jahr 1203 wurde Kötitz im Zusammenhang einer Schenkung des Markgrafen Dietrich an das Kloster Altzella unter der Bezeichnung „villa Chottenwiz“ erstmals erwähnt.
Sörnewitz wurde 1205 als Mühlenort „Villa Sornuitz“ erstmals urkundlich erwähnt. Im September 2005 feierte das Dorf sein 800-jähriges Bestehen.
Die erste nachweisliche Erwähnung Coswigs als „Koczwicz“ steht im Lehnbuch Friedrich des Strengen von 1350.
Nach 1556 fiel das Dorf Kreyern wüst, dessen Flur heute zu Coswig gehört.
Am Beginn der Zeit des Nationalsozialismus im April 1933 wurden 70 bis 80 Mitglieder von Arbeiterorganisationen in der Schulturnhalle interniert und misshandelt, von denen 20 in Haftanstalten nach Dresden überführt wurden.
Auch Coswig mit seinen Stadtteilen Kötitz, Brockwitz und Sörnewitz wurde im August 2002 von der Jahrhundertflut der Elbe überrascht. Bereits das Elbhochwasser 1845 hatte weite Teile des Stadtgebiets überflutet.
Am 25. Mai 2009 erhielt die Stadt den von der Bundesregierung verliehenen Titel „Ort der Vielfalt“.
In den Jahren 2016 bis 2017 wurde Coswig von einer verheerenden Brandserie heimgesucht, bei der Schäden im zweistelligen Millionenbereich entstanden. Nach der Bildung einer Sonderkommission durch die Polizeidirektion Dresden konnte im Herbst 2017 ein mutmaßlicher Täter, dem mindestens einer der acht Brände zweifelsfrei nachgewiesen werden konnte, gefasst und angeklagt werden.

### Industriegeschichte
Um 1884 gründete Emil Nacke die Strohstoff-Fabrik Tännicht, die 1885 Bestandteil der Vereinigte Strohstoff-Fabriken AG wurde. Nacke gilt aber auch als erster sächsischer Automobilbauer (noch vor August Horch). Er entwickelte Feuerwehrfahrzeuge, Omnibusse und Personenkraftwagen unter der Marke Coswiga. Ein Automobil mit Phaeton-Aufbau wurde als Staatskarosse an einen Prinzen in Äthiopien geliefert.
Von Brockwitz aus nahm 1898 die Entwicklung der Dresdner Schnellpressenfabrik ihren Anfang. Zu DDR-Zeiten gehörte dieses Unternehmen zum VEB Planeta (Erfinder des Planetengetriebes, der Wendungstrommel für beidseitigen Druck in einem Durchgang und der Aggregatbauweise von Druckmaschinen), einem Zweigwerk der grafischen Großbetriebe in Leipzig an. Nach der Wende erfolgte die Übernahme durch Koenig & Bauer, den ältesten Druckmaschinenhersteller der Welt. Heute ist es der Stammbetrieb für die Produktion von Bogenoffset-Druckmaschinen des Konzerns. KBA ist nach der Heidelberger Druckmaschinen AG der zweitgrößte Druckmaschinenhersteller.

### Religionen
Noch 1489 war die Coswiger Kirche eine Filialkirche der römisch-katholischen Pfarrkirche von Kötzschenbroda. Mit dem Bau des spätgotischen Kirchbaues entstand ab 1500 eine selbständige Pfarrkirchgemeinde im Archidiakonat Nisan. Nach der lutherischen Reformation wurde die Coswiger Kirche ab spätestens 1539 evangelisch-lutherisch. Daneben existierten in Coswig auch die Peter-Pauls-Kirchgemeinde Coswig (Baujahr 1903) und die Kirchgemeinde Coswig-Brockwitz. Der Coswiger Ortsteil Spitzgrund war 1840 nach Brockwitz gepfarrt. Kötitz wurde 1555 und 1930 nach Coswig eingepfarrt.
Heute existiert die evangelische Kirchgemeinde als Ev.-Luth. Kirchspiel Coswig Weinböhla Niederau mit einem modernen Gemeindezentrum am Ravensburger Platz, der Alten Kirche und der Peter-Pauls-Kirche.
Die Kirchenbücher von Coswig 1757 bis 1875 (Sterbebuch bis 1899) und Brockwitz (1750–1881) wurden verfilmt und sind digital verfügbar.
Eine katholische Pfarrgemeinde existiert in Coswig wieder seit 1937. Die Filialkirche Hl. Kreuz Coswig (erbaut 1994) befindet sich in der Jaspisstr. 44 und untersteht heute der katholischen Pfarrei Meißen.
Das Christliche Kinderhaus St. Martin Coswig ist ein Ort der Begegnung und Gemeinschaft unter Trägerschaft des Caritasverbandes und betrachtet sich al sTeil der katholischen und evangelischen Pfarrgemeinden.

### Eingemeindungen
Neucoswig (auch Weinberggemeinde) wurde am 1. April 1920 mit damals 1.150 Einwohnern eingemeindet.
Am 1. April 1935 kam das Dorf Kötitz mit damals 2096 Einwohnern als Stadtteil hinzu. Die Dörfer Brockwitz (mit Cleiben) und Sörnewitz wurden am 1. Juli 1950 im Rahmen einer Verwaltungsreform der Stadt Coswig angeschlossen, sind vom städtebaulichen Charakter aber heute noch selbstständige Dörfer.

### Bevölkerungsentwicklung

Einwohnerentwicklung von Coswig (Sachsen) von 1834 bis 2019 nach nebenstehender Tabelle

Entwicklung der Einwohnerzahl (ab 1960 31. Dezember):
| - 1834 – 00.399 - 1933 – 08.245 - 1939 – 09.858 - 1946 – 11.705 1 - 1950 – 17.401 2 - 1960 – 17.649 | - 1981 – 28.795 - 1984 – 28.310 - 1995 – 24.955 - 1997 – 25.260 - 1998 – 25.040 - 1999 – 24.673 | - 2000 – 24.035 - 2001 – 23.435 - 2004 – 22.449 - 2007 – 22.057 - 2009 – 21.600 - 2010 – 20.977 | - 2012 – 20.629 - 2013 – 20.560 - 2015 – 20.831 - 2016 – 20.841 - 2017 – 20.899 - 2018 – 20.817 | - 2019 – 20.739 - 2020 – 20.694 - 2021 – 20.462 - 2022 – 20.355 - 2023 – 20.406 |

(Datenquelle ab 1998: Statistisches Landesamt Sachsen

1 29. Oktober

2 31. August)
In den Jahren 2015 bis 2017 konnte die Stadt erstmals seit 1997 wieder ein leichtes Bevölkerungswachstum verzeichnen. Dieses betrug etwa 1 Prozent im Vergleich zum Jahr 2013.

## Politik

### Stadtrat

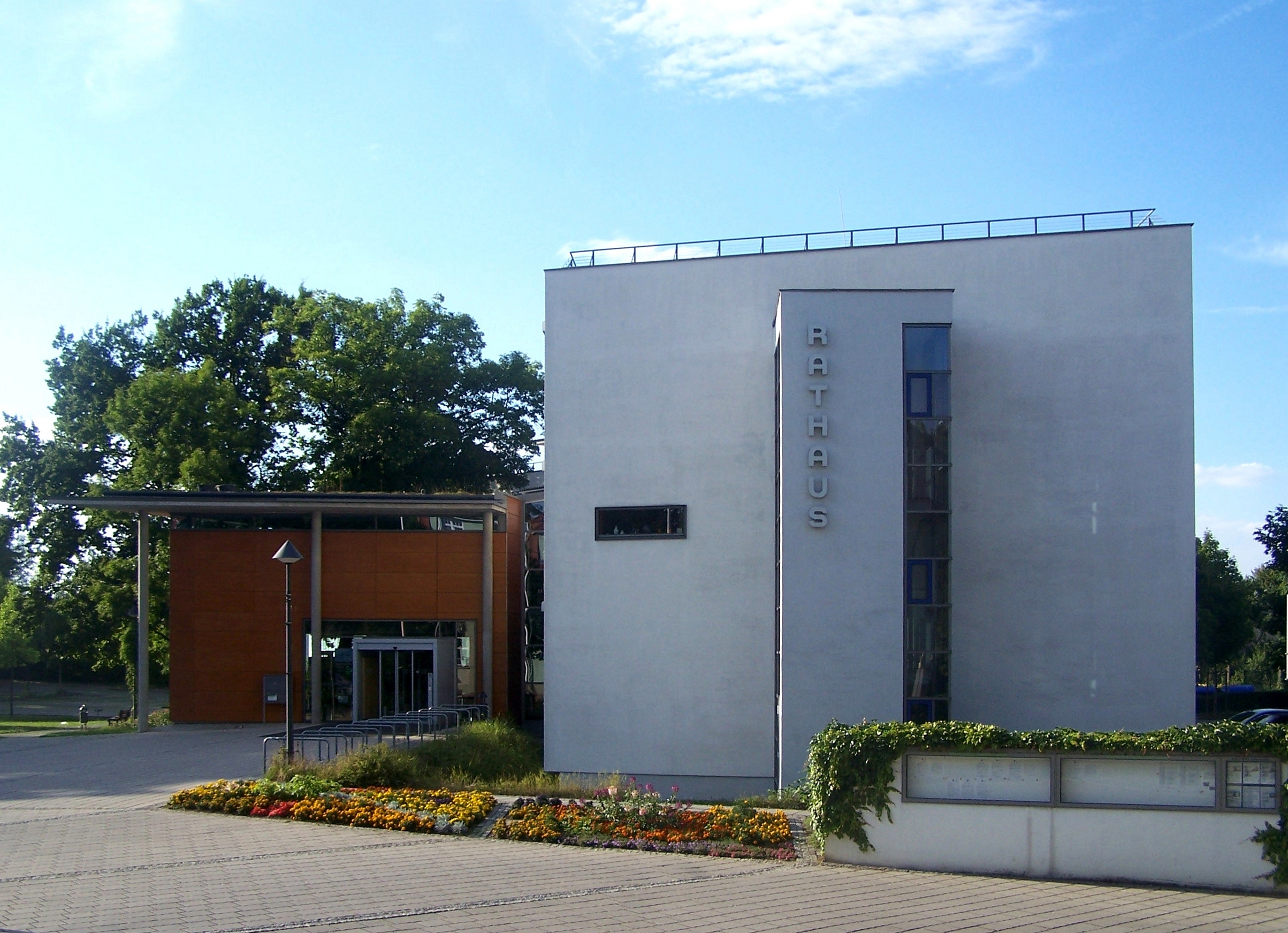
Rathaus

Der Stadtrat der Stadt Coswig setzt sich in der Wahlperiode 2024–2029 aus 26 Ratsmitgliedern zusammen; die Sitzverteilung zeigt das nebenstehende Diagramm.
| Sitzverteilung 2024 im Coswiger StadtratInsgesamt 26 Sitze - Linke: 1 - SPD: 1 - Grüne: 2 - CBL: 3 - FDP: 1 - CDU: 8 - DSU: 1 - AfD: 9 | Wahlvorschlag        | 2024   | 2024   | 2019   | 2019   | 2014   | 2014   |
| Sitzverteilung 2024 im Coswiger StadtratInsgesamt 26 Sitze - Linke: 1 - SPD: 1 - Grüne: 2 - CBL: 3 - FDP: 1 - CDU: 8 - DSU: 1 - AfD: 9 | Wahlvorschlag        | Sitze  | in %   | Sitze  | in %   | Sitze  | in %   |
| Sitzverteilung 2024 im Coswiger StadtratInsgesamt 26 Sitze - Linke: 1 - SPD: 1 - Grüne: 2 - CBL: 3 - FDP: 1 - CDU: 8 - DSU: 1 - AfD: 9 | AfD                  | 9      | 35,1   | 7      | 25,4   | –      | –      |
| Sitzverteilung 2024 im Coswiger StadtratInsgesamt 26 Sitze - Linke: 1 - SPD: 1 - Grüne: 2 - CBL: 3 - FDP: 1 - CDU: 8 - DSU: 1 - AfD: 9 | CDU                  | 8      | 28,8   | 8      | 27,2   | 10     | 35,8   |
| Sitzverteilung 2024 im Coswiger StadtratInsgesamt 26 Sitze - Linke: 1 - SPD: 1 - Grüne: 2 - CBL: 3 - FDP: 1 - CDU: 8 - DSU: 1 - AfD: 9 | Coswiger Bürgerliste | 3      | 12,0   | 4      | 14,4   | 5      | 18,8   |
| Sitzverteilung 2024 im Coswiger StadtratInsgesamt 26 Sitze - Linke: 1 - SPD: 1 - Grüne: 2 - CBL: 3 - FDP: 1 - CDU: 8 - DSU: 1 - AfD: 9 | Grüne                | 2      | 5,7    | 2      | 9,0    | 1      | 6,6    |
| Sitzverteilung 2024 im Coswiger StadtratInsgesamt 26 Sitze - Linke: 1 - SPD: 1 - Grüne: 2 - CBL: 3 - FDP: 1 - CDU: 8 - DSU: 1 - AfD: 9 | Linke                | 1      | 5,4    | 2      | 10,1   | 5      | 17,4   |
| Sitzverteilung 2024 im Coswiger StadtratInsgesamt 26 Sitze - Linke: 1 - SPD: 1 - Grüne: 2 - CBL: 3 - FDP: 1 - CDU: 8 - DSU: 1 - AfD: 9 | SPD                  | 1      | 5,4    | 1      | 5,0    | 2      | 9,5    |
| Sitzverteilung 2024 im Coswiger StadtratInsgesamt 26 Sitze - Linke: 1 - SPD: 1 - Grüne: 2 - CBL: 3 - FDP: 1 - CDU: 8 - DSU: 1 - AfD: 9 | DSU                  | 1      | 4,5    | 1      | 3,7    | 2      | 6,9    |
| Sitzverteilung 2024 im Coswiger StadtratInsgesamt 26 Sitze - Linke: 1 - SPD: 1 - Grüne: 2 - CBL: 3 - FDP: 1 - CDU: 8 - DSU: 1 - AfD: 9 | FDP                  | 1      | 3,1    | 1      | 5,0    | 1      | 4,9    |
| Sitzverteilung 2024 im Coswiger StadtratInsgesamt 26 Sitze - Linke: 1 - SPD: 1 - Grüne: 2 - CBL: 3 - FDP: 1 - CDU: 8 - DSU: 1 - AfD: 9 | Wahlbeteiligung      | 67,8 % | 67,8 % | 62,2 % | 62,2 % | 47,2 % | 47,2 % |

### Bürgermeister
Seit dem 1. Januar 2020 bekleidet Thomas Schubert (parteilos) das Amt des Oberbürgermeisters der Stadt Coswig.
Seine Vorgänger im Amt waren von 1990 bis 2008 Michael Reichenbach (CDU) und von 2008 bis 2019 Frank Neupold (parteilos).
Vor seiner Wahl zum Oberbürgermeister war Thomas Schubert bereits seit Oktober 2007 als Bürgermeister im Rathaus Coswig tätig. Am 3. November 2019 fand die Wahl zum Oberbürgermeister statt. Es kandidierten Thomas Schubert sowie David Steinmann als Kandidat der AfD. Dabei erreichte Thomas Schubert bei einer Wahlbeteiligung von 52,8 % laut amtlichen Endergebnis 77,4 % der Wählerstimmen. Mit seiner Wahl zum Oberbürgermeister wurde die Bürgermeisterstelle vakant. Am 27. Mai 2020 wählte der Stadtrat Frau Friederike Trommer zur neuen Bürgermeisterin. Das Amt trat sie am 1. Juli 2020 an.
| Wahl | Bürgermeister       | Vorschlag | Wahlergebnis (in %) |
| ---- | ------------------- | --------- | ------------------- |
| 2019 | Thomas Schubert     | Schubert  | 77,4                |
| 2015 | Frank Neupold       | Neupold   | 87,6                |
| 2008 | Frank Neupold       | Neupold   | 55,0                |
| 2001 | Michael Reichenbach | CDU       | 72,3                |
| 1994 | Michael Reichenbach | CDU       | 60,8                |

### Wappen
Das Wappen ist dem früheren Gemeindesiegel entnommen, das seit 1899 nachweisbar ist. Das Stadtwappen wird wie folgt beschrieben: „In Blau schwebend eine goldene Weintraube mit grünem Weinblatt an der linken Seite am braunen gestümmelten Reis, zwischen zwei aus natürlichem grünen Rasen und natürlichem blauen Wasser aufwachsenden goldenen Getreideähren.“ Neben der Weintradition versinnbildlicht das Wappen auch den einstigen Anbau von Brau-Gerste. Das Wasser symbolisiert die Elbe, an deren Ufer die Stadt erbaut wurde.

### Städtepartnerschaften
Coswig unterhält seit 1990 eine Städtepartnerschaft mit Ravensburg und seit 1995 mit der tschechischen Stadt Lovosice nad Labem (deutsch Lobositz).

### Finanzen
Coswig war ab dem 30. Dezember 2019 schuldenfrei und gehört somit zu den wenigen Gemeinden im Freistaat Sachsen, die eine Pro-Kopf-Verschuldung von 0 Euro aufweisen können (Landesdurchschnitt: 557 Euro je Einwohner). Im Jahr 2004 lag die Verschuldung noch bei knapp 22,5 Mio. Euro.

## Kultur und Sehenswürdigkeiten

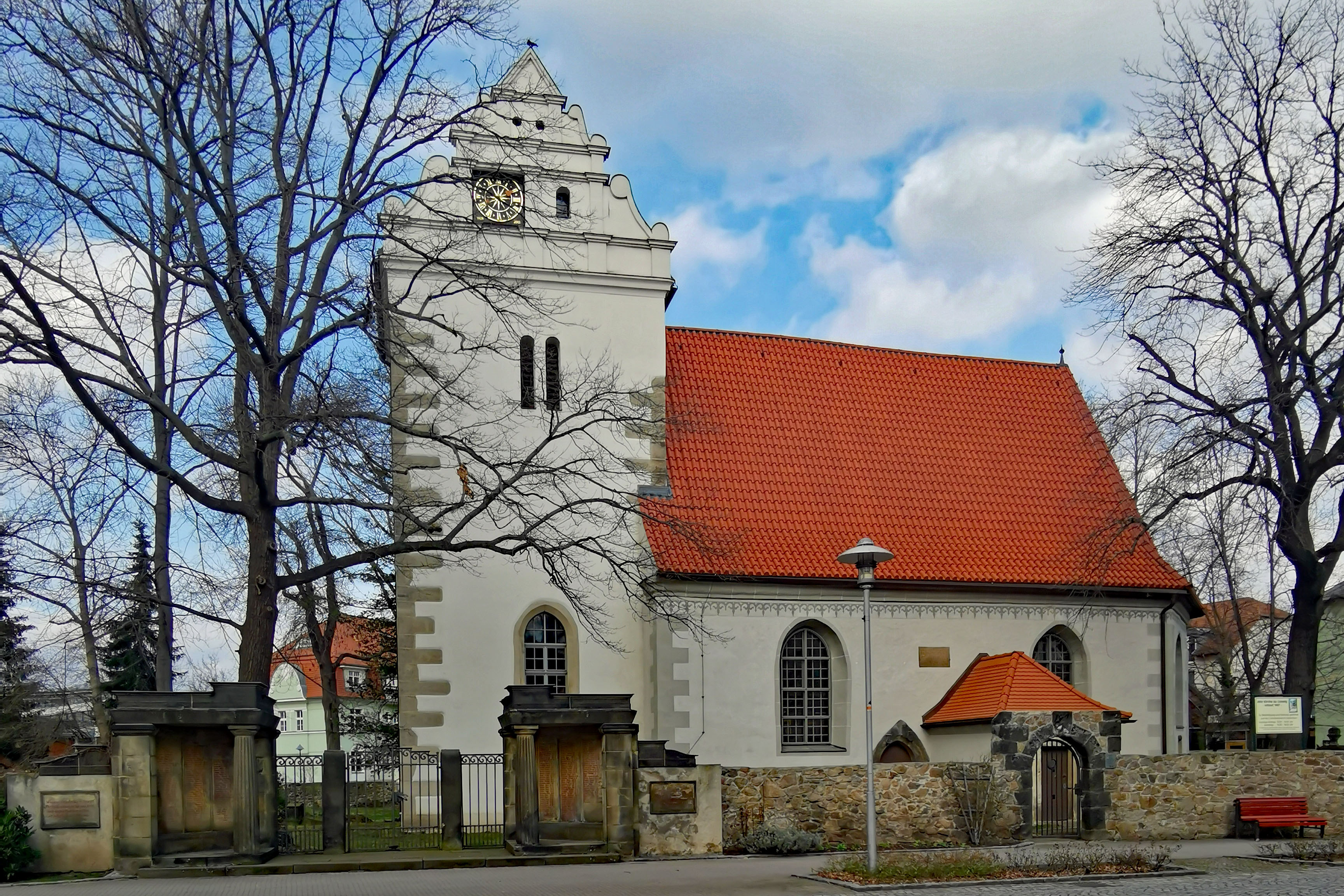
Alte Kirche in Coswig

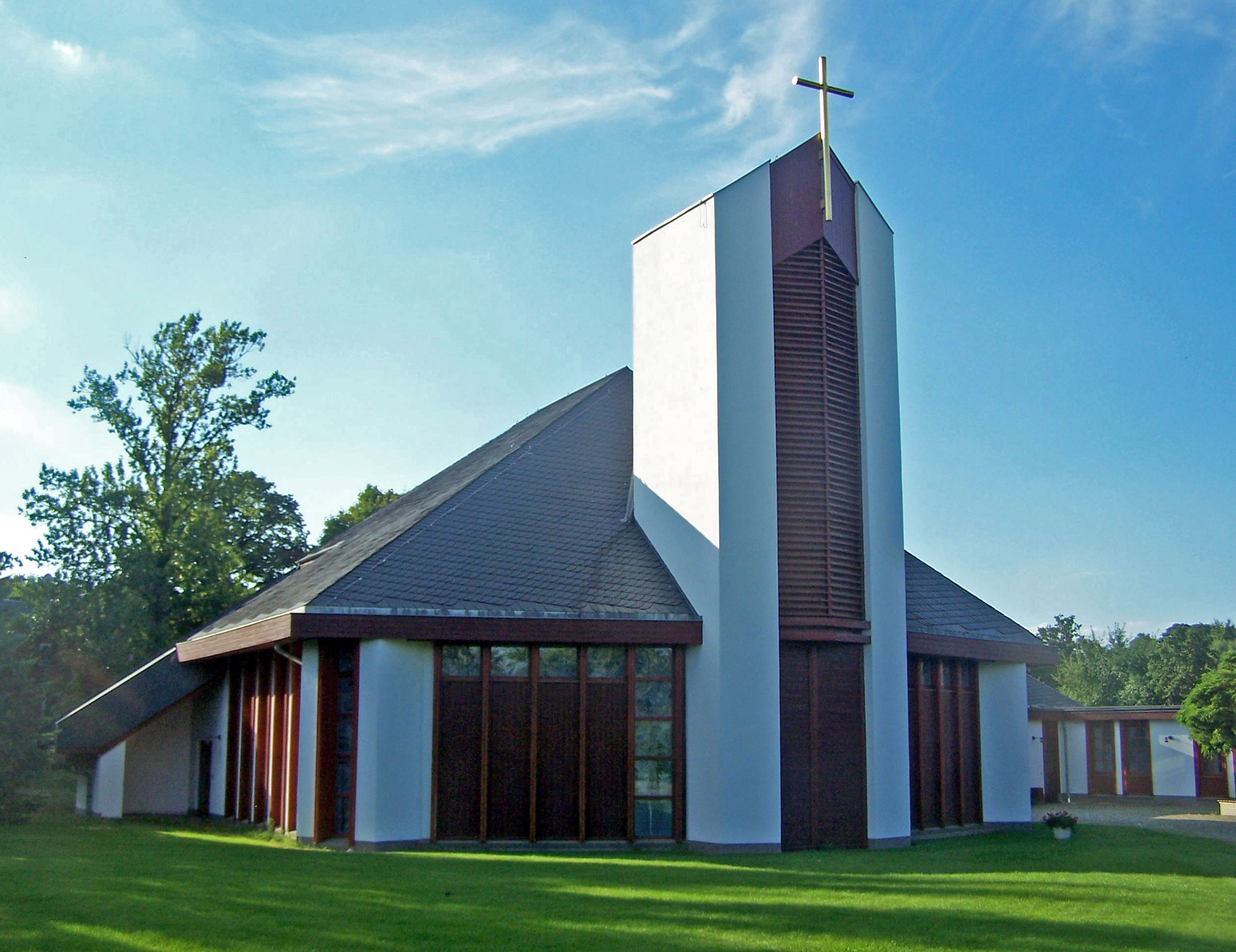
Katholische Kirche

### Bauwerke
- Alte Kirche (errichtet 1497, damit Coswigs ältestes erhaltenes Gebäude, größere Umbauten 1611/12, ~1740)
- Barockkirche Brockwitz
- Peter-Pauls-Kirche (Neo-Renaissance, Architekt Woldemar Kandler, geweiht 1903)
- Katholische Kirche „Heilig Kreuz“ (Architekt Hermann Korneli, Berlin, geweiht 20. November 1994)
- Herrensitz „Rote Presse“
- Karrasburg
- Villa Teresa (1891–1895 Wohnsitz des Komponisten Eugen d’Albert und seiner Frau, der Pianistin Teresa Carreño)

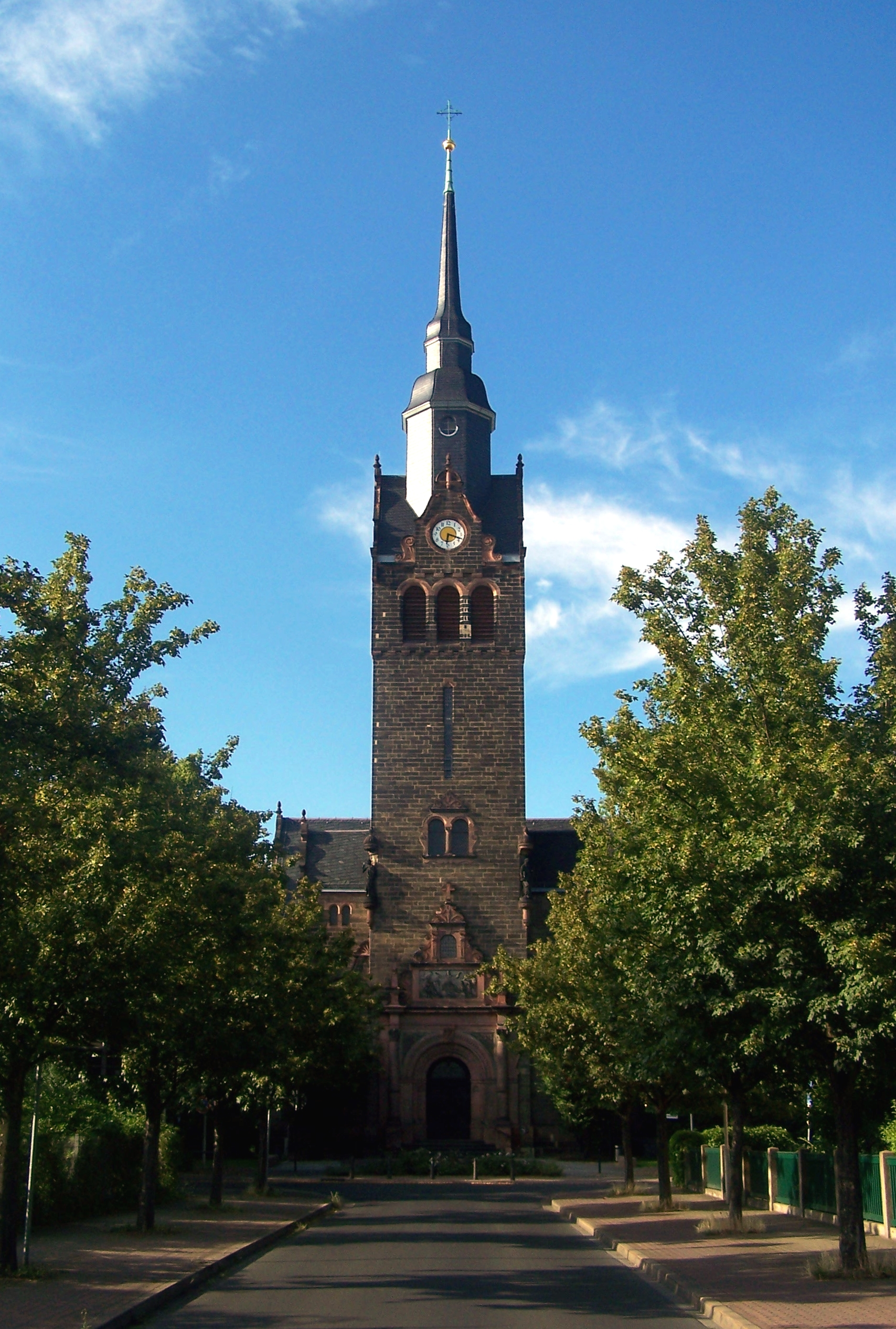
Peter-Pauls-Kirche
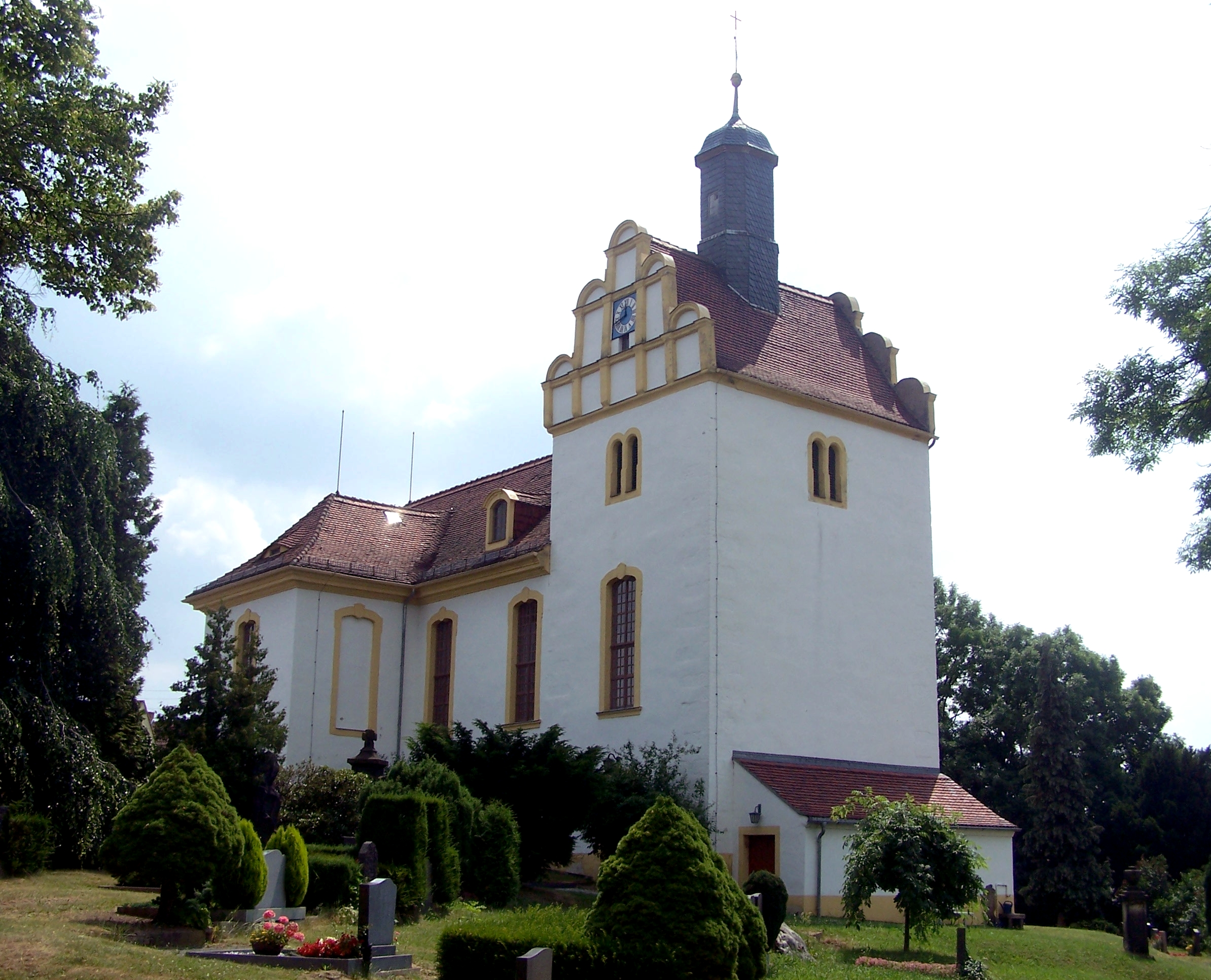
Kirche Brockwitz
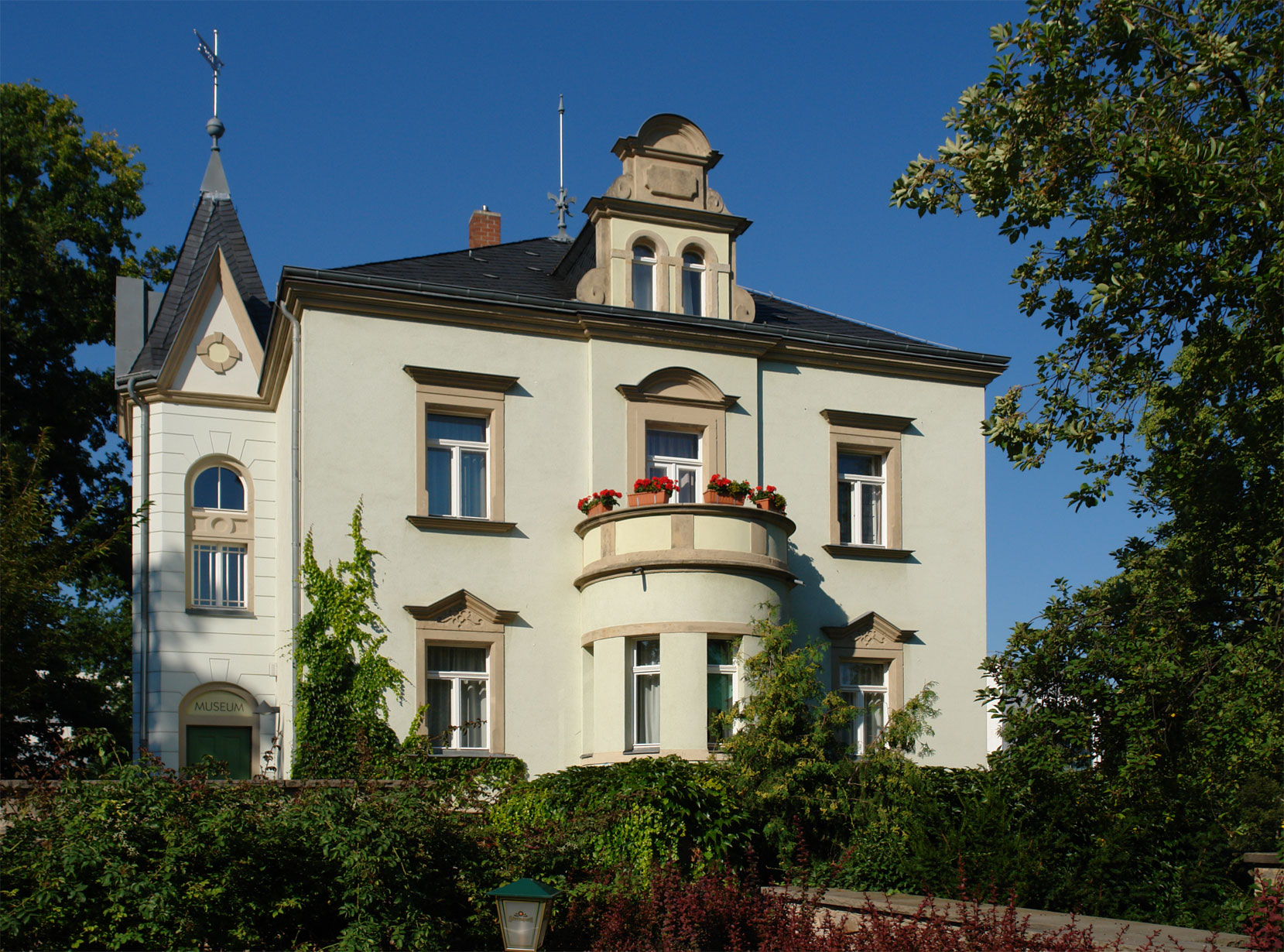
Karrasburg
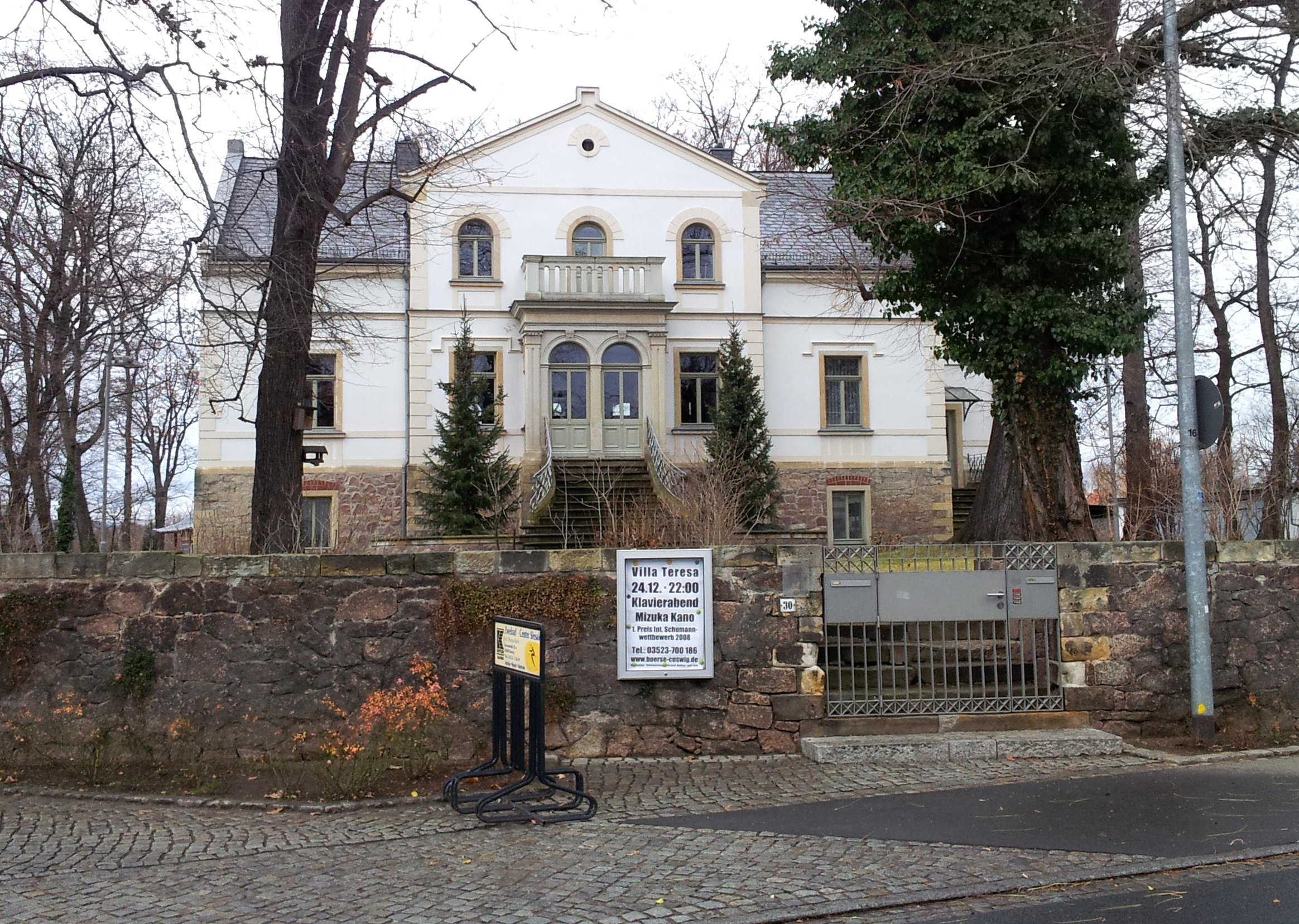
Villa Teresa

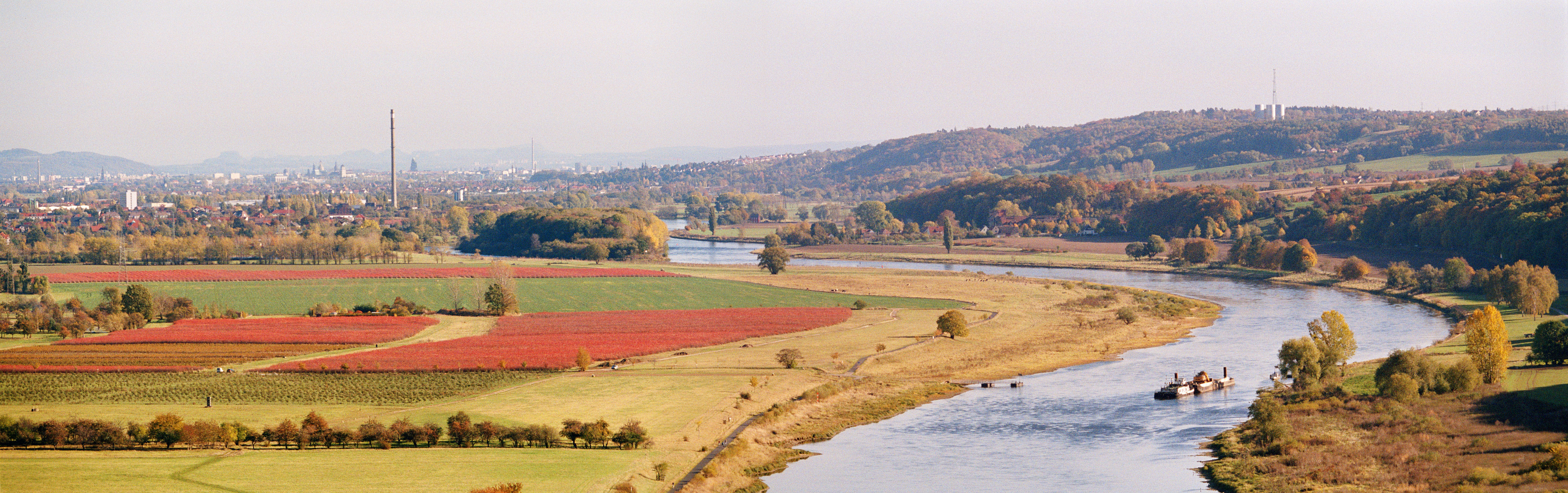
Blick über das Elbtal von der Boselspitze
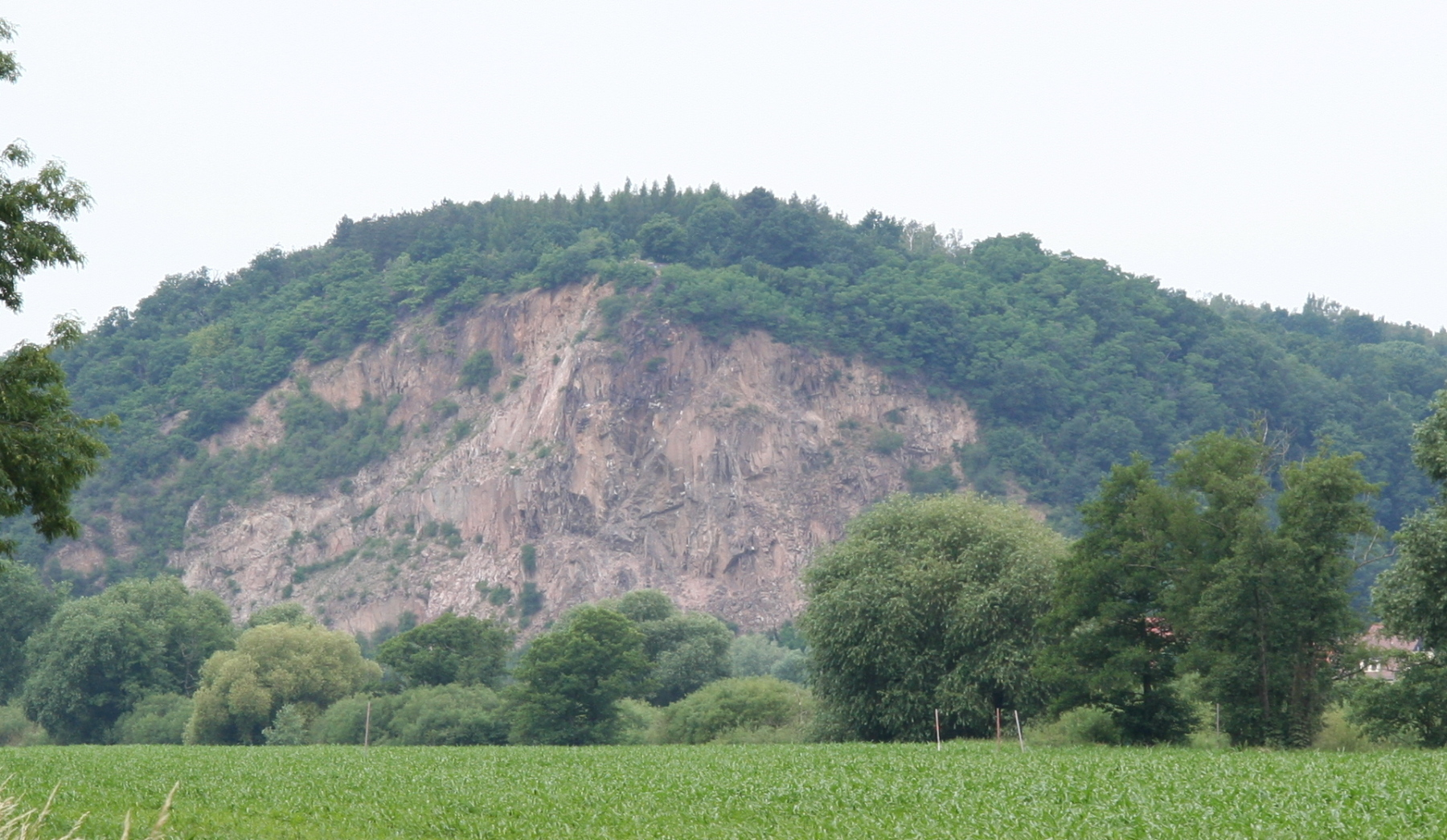
Blick über die Elbe auf das Boselmassiv

### Natur und Landschaft
Coswig liegt am nordwestlichen Ausgang der Dresdner Elbtalweitung. Westlich von Coswig, neben dem Ortsteil Sörnewitz, liegt das Spaargebirge mit dem Aussichtspunkt an der Boselspitze.
- Friedewald
- Hoher Stein (Aussichtspunkt im Friedewald)
- Boselspitze (Aussichtspunkt im Spaargebirge)
- Lockwitzbach
- Verlorenes Wasser

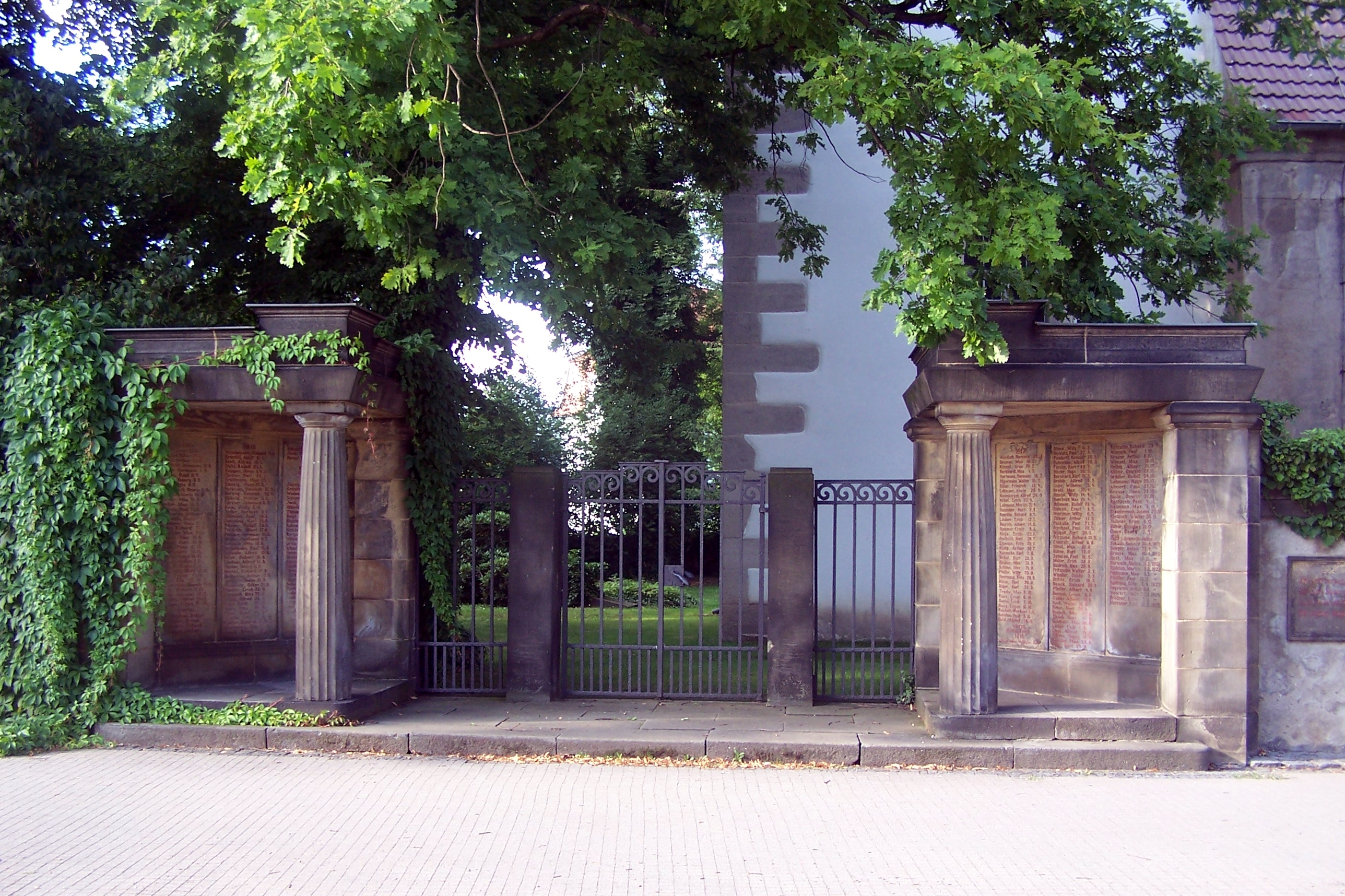
Gedenkstätte vor der Alten Kirche am Ravensburger Platz
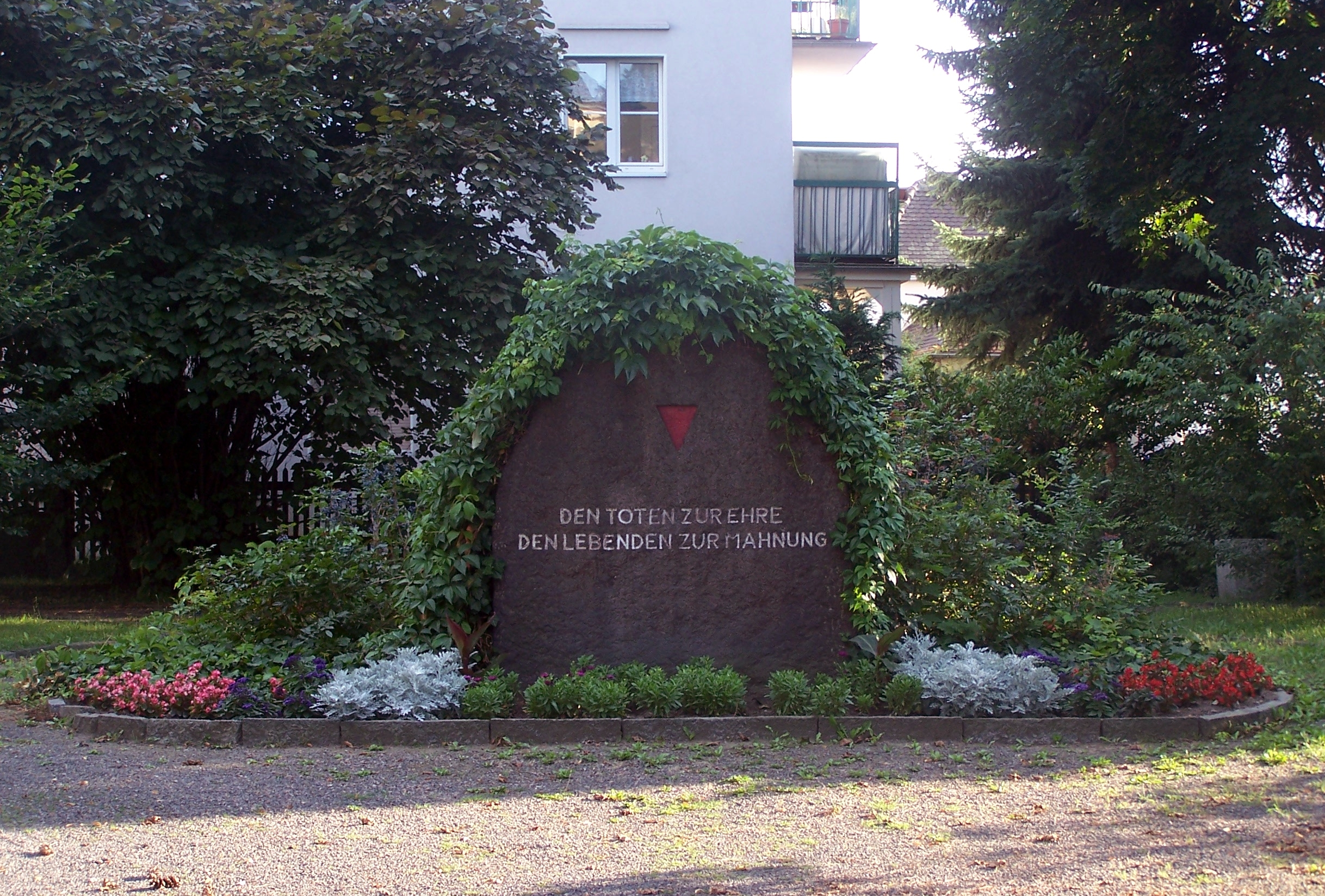
Gedenkanlage Dresdner Straße/Ecke Bahnhofstraße
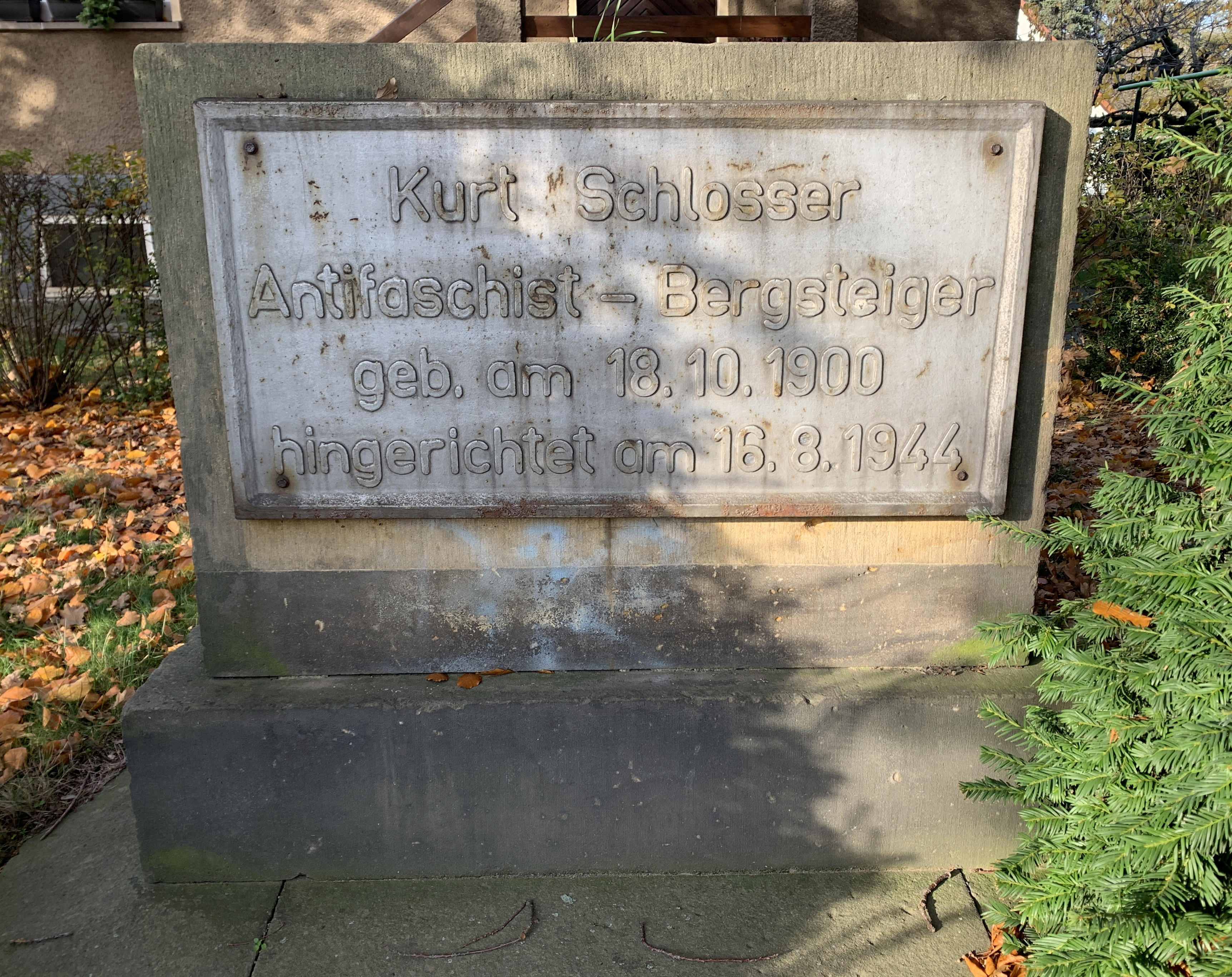
Kurt Schlosser Denkmal

### Gedenkstätten
- Gedenkstätte für die Opfer des Ersten Weltkrieges vor der Alten Kirche am Ravensburger Platz
- Gedenkstein in der Dresdner Straße/Ecke Bahnhofstraße an die Opfer des Faschismus
- Gedenkstein an der Dresdner Straße 207 im Ortsteil Brockwitz an Opfer des NS-Terrors
- Gedenkstein am Geschwister Scholl Platz im Ortsteil Neucoswig an die Geschwister Scholl
- Denkmal von 1975 an der Kötitzer Straße im Ortsteil Kötitz zur Erinnerung an den Bergsteiger und Widerstandskämpfer Kurt Schlosser
- Gedenkstein für Ernst Thälmann in der Elbgausiedlung im Ortsteil Sörnewitz
- Gedenkstein für August Bebel an der Försterstraße im Ortsteil Sörnewitz

### Vereine
- Coswiger Kanuverein e. V.
- SV Elbland Coswig-Meißen
- Coswiger FV
- TuS Coswig 1920
- SV Stahl Coswig
- BSV Coswig
- Coswiger Angelfreunde e. V.
- SV Motor Sörnewitz e. V.
- Coswiger Karneval Club e. V.

## Wirtschaft und Infrastruktur

### Verkehr
Der Bahnhof Coswig (b Dresden) liegt an den Bahnstrecken Berlin–Dresden und Leipzig–Dresden. Von Letzterer zweigt im Stadtgebiet die Bahnstrecke Borsdorf–Coswig ab, die über Meißen-Triebischtal verläuft. Coswig ist außerdem als Endpunkt der S-Bahn-Strecke Pirna–Coswig vorgesehen.
Durch Coswig verläuft die Straßenbahnlinie 4 der Dresdner Verkehrsbetriebe, die sechs Haltestellen in der Stadt bedient. Die Fahrtzeit von Coswig ins Dresdner Stadtzentrum beträgt mit der Straßenbahn rund 45 Minuten.
Eine Elbbrücke gibt es in Coswig nicht. Die nächsten Straßenbrücken sind die Alte Elbebrücke Meißen elbabwärts sowie die im Jahr 2012 fertiggestellte Elbbrücke zwischen Radebeul-Naundorf und Dresden-Niederwartha elbaufwärts.
Im Ortsteil Kötitz existiert eine Fährverbindung über die Elbe nach Gauernitz. Betreiber der Fähre ist die Verkehrsgesellschaft Meißen. Die Fähre verkehrt zu einem festen Fahrplan und kann Fußgänger, Radfahrer und motorisierte Zweiräder transportieren.
Bundesstraßen verlaufen nicht durch Coswiger Stadtgebiet, jedoch zwei Staatsstraßen. Die sächsische Staatsstraße 82 führt unter der Bezeichnung Dresdner Straße von Meißen kommend durch Sörnewitz und Brockwitz nach Coswig und weiter bis zur Radebeuler Stadtgrenze, wo sie in die Meißner Straße übergeht. Von ihr zweigt in der Nähe des Bahnhofs die S 84 ab, die zunächst als Hauptstraße durch das Stadtzentrum und danach als Weinböhlaer Straße in die nördliche Nachbargemeinde führt, wo sie in die Dresdner Straße übergeht. Die nächste Autobahnanschlussstelle ist derzeit Dresden-Neustadt an der Bundesautobahn 4 im Dresdner Stadtteil Kaditz.

### Gesundheitswesen

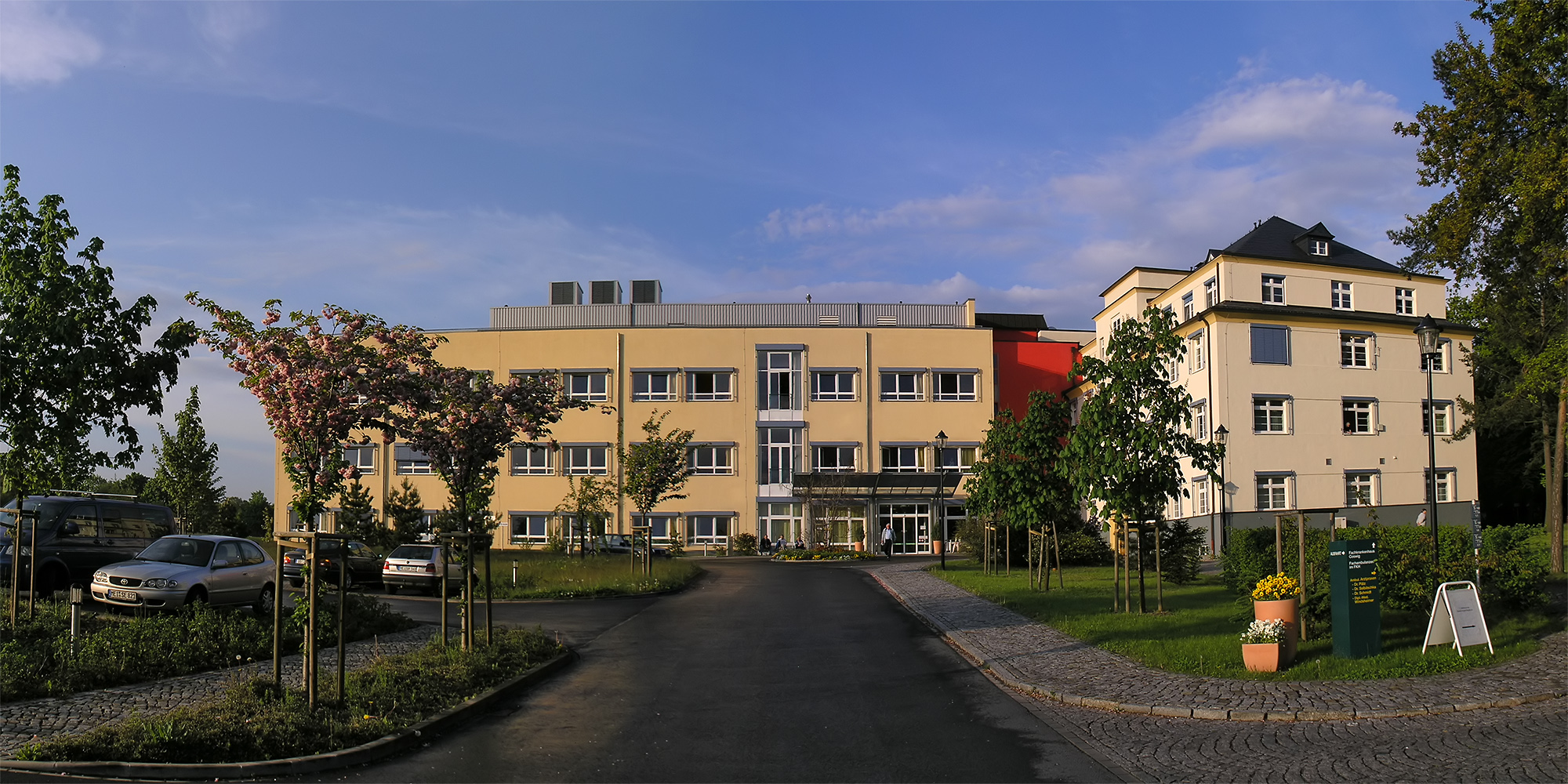
Fachkrankenhaus

Das Fachkrankenhaus Coswig ist ein Zentrum für Pneumologie, Allergologie, Beatmungsmedizin sowie Thorax- und Gefäßchirurgie mit den Recura-Kliniken als Träger. Es ist als akademisches Lehrkrankenhaus des Universitätsklinikums Dresden in die Ausbildung der Studierenden einbezogen. Der Chefarzt der Abteilung Innere Medizin / Pneumologie hat gleichzeitig eine Professur für Innere Medizin / Pneumologie am Universitätsklinikum Dresden inne. 2013 wurde die Klinik von der Deutschen Gesellschaft für Thoraxchirurgie als Thoraxzentrum zertifiziert.

### Bildung

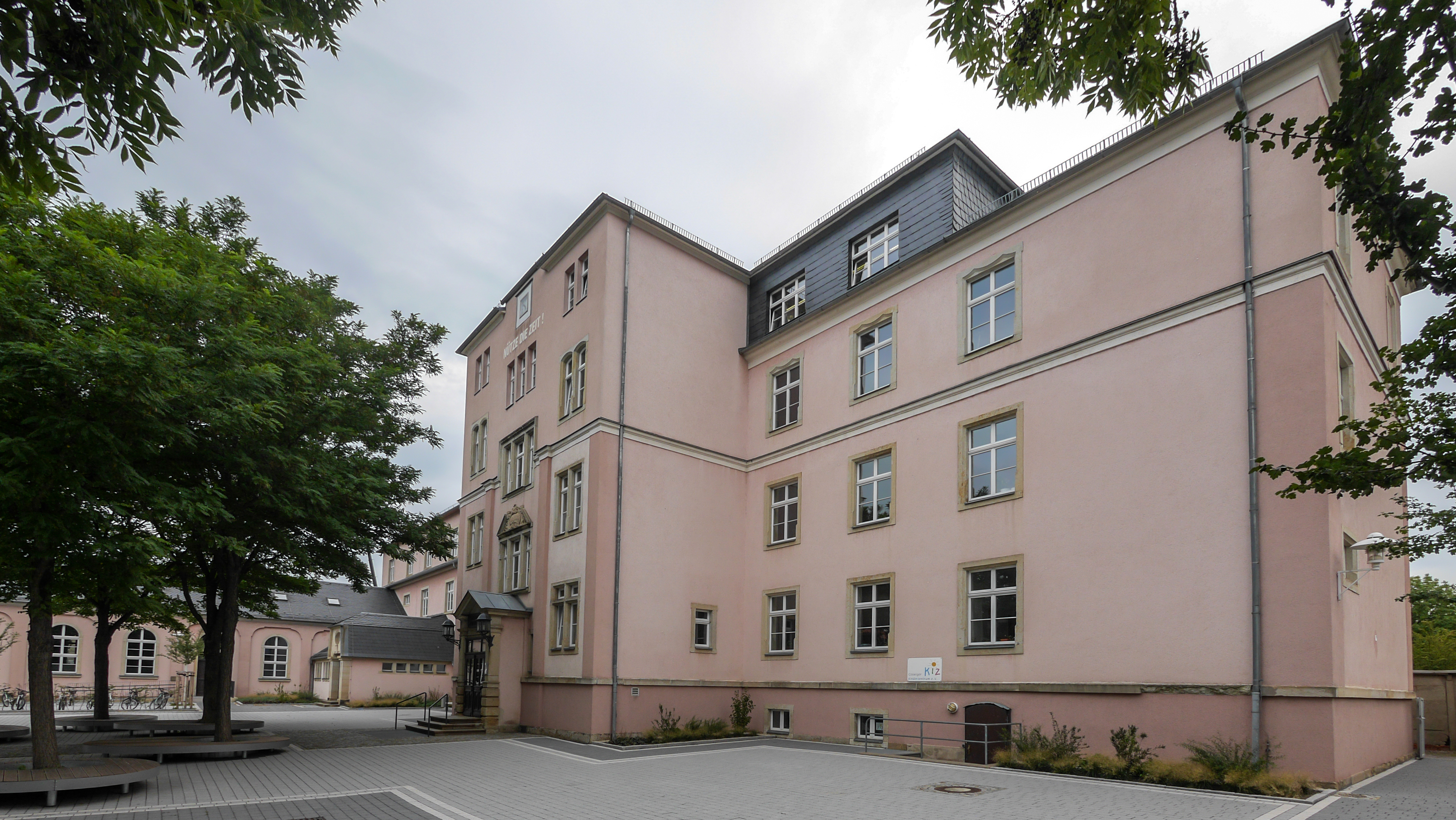
Leonard-Frank-Oberschule

Coswig verfügt über insgesamt drei Grundschulen, zwei Oberschulen, ein Gymnasium sowie eine evangelische Schule, an der auf Primar- und Sekundarstufenniveau unterrichtet wird.
Das Förderzentrum Coswig „Peter Rosegger“ verfügt über zwei Schulstandorte, die sich mit den Schwerpunkten Lernen und Sprache beschäftigen.

### Wirtschaft
Die Stadt Coswig stellt einen regionalen Wirtschaftsstandort für teils auch international agierende Unternehmen dar. So unter anderem für den Autozulieferer TMD Friction, den zur ALHO Gruppe gehörenden Modulbauer ProContain oder aber auch den weltweit produzierenden Betonschwellenhersteller PCM Railone sowie zahlreiche weitere Firmen.
Die ländlich geprägten Ausläufer Coswigs beherbergen mehrere landwirtschaftliche Unternehmen. Ansässige Betriebe konzentrieren sich seit einigen Jahren auf den Anbau der Aroniabeere. Mit einer Fläche von 63 Hektar stellt Coswig das größte zusammenhängende Anbaugebiet der Aroniabeere in Deutschland dar. Aber auch der Anbau von Wein und Getreide prägt seit jeher das Gesamtbild von Coswig.

## Persönlichkeiten

### Söhne und Töchter der Stadt
- Lothar Toller (1891–1956), Maler und Radierer
- Walter Birnbaum (1893–1987), Theologe
- Karl Bünger (1903–1997), Sinologe und Botschafter
- Carl Schröder (1904–1997), Puppenspieler, Puppengestalter, Regisseur, geboren im heutigen Stadtteil Kötitz
- Elisabeth Reichelt (1910–2001), Kammersängerin und Koloratursopranistin
- Gottfried Brendel (1913–1965), Bauingenieur
- Karlheinz Bier (1925–1969), Entomologe und Zoologe
- Heinz Werner (1928–2019), Porzellankünstler
- Claus Weidensdorfer (1931–2020), Maler und Grafiker
- Monika Mrklas (* 1942), Skilangläuferin und Radrennfahrerin
- Hans-Ulrich Thomale (* 1944), Fußballspieler und -trainer, geboren im heutigen Stadtteil Sörnewitz
- Gerhard Schöne (* 1952), Liedermacher

### Persönlichkeiten, die vor Ort gewirkt haben
- Nickel von Karras, Lehnsherr und Stifter der ersten Coswiger Kirche (aus der Adelsfamilie Karras)
- Emil Nacke (1843–1933), erster sächsischer Autobauer
- Reginald Pierson (1846–1906), Sanitätsrat
- Teresa Carreño (1853–1917), Pianistin, Komponistin
- Edmund Kletzsch (1855–1925), Begründer der Edmund Kletzsch Maschinenfabrik
- Eugen d’Albert (1864–1932), Komponist
- Carl Romer (1872–1949), Gartenbau-Pionier
- Kurt Kirchbach (1891–1967), Produzent von Brems- und Kupplungsbelägen
- Renate Koch (* 1943), Politikerin